# Enarsus bakewellii
Enarsus bakewellii is een keversoort uit de familie somberkevers (Zopheridae). De wetenschappelijke naam van de soort werd in 1866 gepubliceerd door Francis Polkinghorne Pascoe.